# Česlovas Daukša
Česlovas Daukša (San Pietroburgo, 1916 – ...) è stato un cestista lituano.

## Carriera
Con la Lituania ha disputato i Campionati europei del 1937, vincendo la medaglia d'oro.